# 2019-es maláj TCR-szezon
A 2019-es maláj TCR-szezon a maláj TCR-bajnokság első évada volt. A bajnokság január 20-án vette kezdetét Sepang International Circuit versenypályán és szintén ott ért véget február 24-én.  A bajnokságot Luca Engstler nyerte meg.

## Csapatok és versenyzők
A bajnokság résztvevői Yokohama abroncsokkal teljesítették a szezont.
| Csapat                   | Autó                         | #  | Versenyző       | Fordulók |
| ------------------------ | ---------------------------- | -- | --------------- | -------- |
| Prince Racing            | Honda Civic Type R TCR (FK8) | 2  | Kenneth Lau     | Összes   |
| Prince Racing            | Honda Civic Type R TCR (FK8) | 7  | Michael Choi    | Összes   |
| Liqui Moly Team Engstler | Volkswagen Golf GTI TCR      | 3  | Kai Jordan      | Összes   |
| Liqui Moly Team Engstler | Volkswagen Golf GTI TCR      | 4  | Adam Khalid     | 1        |
| Liqui Moly Team Engstler | Volkswagen Golf GTI TCR      | 5  | Ahmad Azlee     | 2        |
| Liqui Moly Team Engstler | Volkswagen Golf GTI TCR      | 9  | Henry Kwong     | 1        |
| Liqui Moly Team Engstler | Volkswagen Golf GTI TCR      | 11 | Mark Darwin     | 3        |
| Liqui Moly Team Engstler | Volkswagen Golf GTI TCR      | 22 | Brendan Anthony | 2        |
| Liqui Moly Team Engstler | Volkswagen Golf GTI TCR      | 29 | Mitchell Cheah  | 3        |
| Liqui Moly Team Engstler | Hyundai i30 N TCR            | 8  | Luca Engstler   | Összes   |
| Liqui Moly Team Engstler | Hyundai i30 N TCR            | 26 | Michael Soong   | 2–3      |
| Liqui Moly Team Engstler | Hyundai i30 N TCR            | 27 | Théo Coicaud    | 1        |
| Teamwork Motorsport      | Volkswagen Golf GTI TCR      | 10 | Cherry Cheung   | 3        |
| Teamwork Motorsport      | Volkswagen Golf GTI TCR      | 12 | Robert Huff     | 1        |
| Brutal Fish Racing Team  | Volkswagen Golf GTI TCR      | 17 | Martin Ryba     | Összes   |
| Maximum Racing           | Honda Civic Type R TCR (FK2) | 23 | Garry Cheung    | 1        |
| Maximum Racing           | Honda Civic Type R TCR (FK2) | 23 | David Lau       | 1        |
| KCMG                     | Honda Civic Type R TCR (FK8) | 51 | Paul Ip         | Összes   |
| Viper Niza Racing        | CUPRA León TCR               | 65 | Douglas Khoo    | Összes   |
| Viper Niza Racing        | CUPRA León TCR               | 80 | Andrej Abaluev  | 3        |
| Indigo Racing            | Hyundai i30 N TCR            | 97 | Charlie Kang    | 1        |

## Versenynaptár
A 2019-es versenynaptárat 2018. október 10.-én jelentették be.
| Verseny | Verseny | Pálya                                      | Pályarajz       | Dátum                                                    | Fő esemény                         |
| ------- | ------- | ------------------------------------------ | --------------- | -------------------------------------------------------- | ---------------------------------- |
| 1       | 1       | Sepang International Circuit, Kuala Lumpur |                 | január 20.                                               | ázsiai Formula–3-as téli bajnokság |
| 1       | 2       | Sepang International Circuit, Kuala Lumpur |                 | január 20.                                               | ázsiai Formula–3-as téli bajnokság |
| 2       | 3       | Sepang International Circuit, Kuala Lumpur | január 26.      |                                                          |                                    |
| 2       | 4       | Sepang International Circuit, Kuala Lumpur | január 26.      |                                                          |                                    |
| 3       | 5       | Sepang International Circuit, Kuala Lumpur | február 23.-24. | ázsiai Formula–3-as téli bajnokság ázsiai Le Mans széria |                                    |
| 3       | 6       | Sepang International Circuit, Kuala Lumpur | február 23.-24. | ázsiai Formula–3-as téli bajnokság ázsiai Le Mans széria |                                    |

## Összefoglaló
| Verseny | Verseny | Helyszín                     | Pole-pozíció   | Leggyorsabb kör | Győztes        | Győztes                  | Listavezető   | Előny | Forrás |
| Verseny | Verseny | Helyszín                     | Pole-pozíció   | Leggyorsabb kör | versenyző      | csapat                   | Listavezető   | Előny | Forrás |
| ------- | ------- | ---------------------------- | -------------- | --------------- | -------------- | ------------------------ | ------------- | ----- | ------ |
| 1       | 1       | Sepang International Circuit | Robert Huff    | Luca Engstler   | Luca Engstler  | Liqui Moly Team Engstler | Luca Engstler | 21    | [ 10 ] |
| 1       | 2       | Sepang International Circuit |                | Luca Engstler   | Luca Engstler  | Liqui Moly Team Engstler | Luca Engstler | 21    | [ 10 ] |
| 2       | 3       | Sepang International Circuit | Luca Engstler  | Luca Engstler   | Luca Engstler  | Liqui Moly Team Engstler | Luca Engstler | 41,5  | [ 11 ] |
| 2       | 4       | Sepang International Circuit |                | Luca Engstler   | Luca Engstler  | Liqui Moly Team Engstler | Luca Engstler | 41,5  | [ 11 ] |
| 3       | 5       | Sepang International Circuit | Mitchell Cheah | Luca Engstler   | Mitchell Cheah | Liqui Moly Team Engstler | Luca Engstler | 74,5  | [ 12 ] |
| 3       | 6       | Sepang International Circuit |                | Luca Engstler   | Luca Engstler  | Liqui Moly Team Engstler | Luca Engstler | 74,5  | [ 12 ] |

## A bajnokság végeredménye

### Pontrendszer
- Időmérő edzés:

| Helyezés | 1. | 2. | 3. | 4. | 5. |
| -------- | -- | -- | -- | -- | -- |
| Pont     | 5  | 4  | 3  | 2  | 1  |

- Versenyek:

| Helyezés | 1. | 2. | 3. | 4. | 5. | 6. | 7. | 8. | 9. | 10. |
| -------- | -- | -- | -- | -- | -- | -- | -- | -- | -- | --- |
| Pont     | 25 | 18 | 15 | 12 | 10 | 8  | 6  | 4  | 2  | 1   |

### Versenyzők
(1–5 az időmérő edzésen elért pozíció; Félkövér: pole-pozíció, dőlt: leggyorsabb kör, a színkódokról részletes információ itt található)
| Helyezés | Versenyző       | SEP1 | SEP1 | SEP2* | SEP2* | SEP3 | SEP3 | Pont  |
| -------- | --------------- | ---- | ---- | ----- | ----- | ---- | ---- | ----- |
| 1        | Luca Engstler   | 12   | 1    | 1     | 1     | 23   | 1    | 142,5 |
| 2        | Kai Jordan      | 5    | 3    | 23    | 2     | Ki5  | 4    | 68    |
| 3        | Martin Ryba     | 3    | 8    | 4     | 5     | 6    | 5    | 53    |
| 4        | Mitchell Cheah  |      |      |       |       | 1    | 2    | 48    |
| 5        | Paul Ip         | Ki4  | 6    | 32    | Ki    | 34   | 7    | 44,5  |
| 6        | Douglas Khoo    | 4    | 7    | 8     | 4     | 102  | 10   | 38    |
| 7        | Michael Choi    | 8    | 10   | 9     | 6     | 7    | 3    | 35    |
| 8        | Robert Huff     | 21   | 5    |       |       |      |      | 33    |
| 9        | Kenneth Lau     | 9    | 11   | 64    | 7     | 5    | Kiz  | 24    |
| 10       | Brendan Anthony |      |      | 5     | 3     |      |      | 20    |
| 11       | Adam Khalid     | 6    | 4    |       |       |      |      | 20    |
| 12       | Mark Darwin     |      |      |       |       | 4    | 6    | 20    |
| 13       | Charlie Kang    | Ki5  | 2    |       |       |      |      | 19    |
| 14       | Michael Soong   |      |      | Ki5   | Ni    | 8    | 8    | 9     |
| 15       | Henry Kwong     | 7    | 9    |       |       |      |      | 8     |
| 16       | Cherry Cheung   |      |      |       |       | 9    | 9    | 4     |
| 17       | Ahmad Azlee     |      |      | 7     | Ki    |      |      | 3     |
| 18       | Théo Coicaud    | Ki3  | Ni   |       |       |      |      | 3     |
| 19       | Garry Cheung    | 10   |      |       |       |      |      | 1     |
| 20       | Andrei Abaluev  |      |      |       |       | Ki   | Ki   | 0     |
| 21       | David Lau       |      | Ni   |       |       |      |      | 0     |
| Helyezés | Versenyző       | SEP1 | SEP1 | SEP2* | SEP2* | SEP3 | SEP3 | Pont  |

Megjegyzés:
A 3. futamon az esős körülmények végett félbe kellett szakítani a versenyt és mivel az elegendő versenytávot nem teljesítette a mezőny, így félpontokat osztottak ki.

## Külső hivatkozások
- A TCR maláj széria honlapja Archiválva 2021. január 28-i dátummal a Wayback Machine-ben